# Westland Lynx
O Westland Lynx é um helicóptero construído pela fábrica britânica GKN Westland Aircraft, na sua fábrica de Yeovil. O seu primeiro voo data de 21 de Março de 1971 como Westland WG.31. Inicialmente projectado para uso utilitário para fins quer civis quer militares, o interesse militar nesta máquina provocou o desenvolvimento da versão de Marinha e Exército, que estaria operacional em 1977, sendo posteriormente adotada por várias forças armadas pelo mundo.
Sabe-se que a construtora francesa Aérospatiale foi licenciada para a produção de algumas unidades, para permanecerem no país.
Este helicóptero quebrou o recorde mundial no alcance de 15 e 25 km, voando a 321.74 km/h. Mais tarde estabeleceria novo recorde de 100 km em circuito-fechado, voando a uma velocidade de 400.87 km/h.

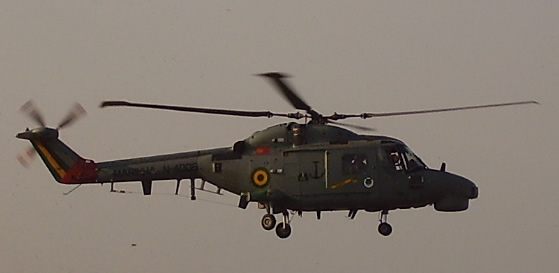
Super Lynx do Esquadrão HA-1 da Marinha do Brasil
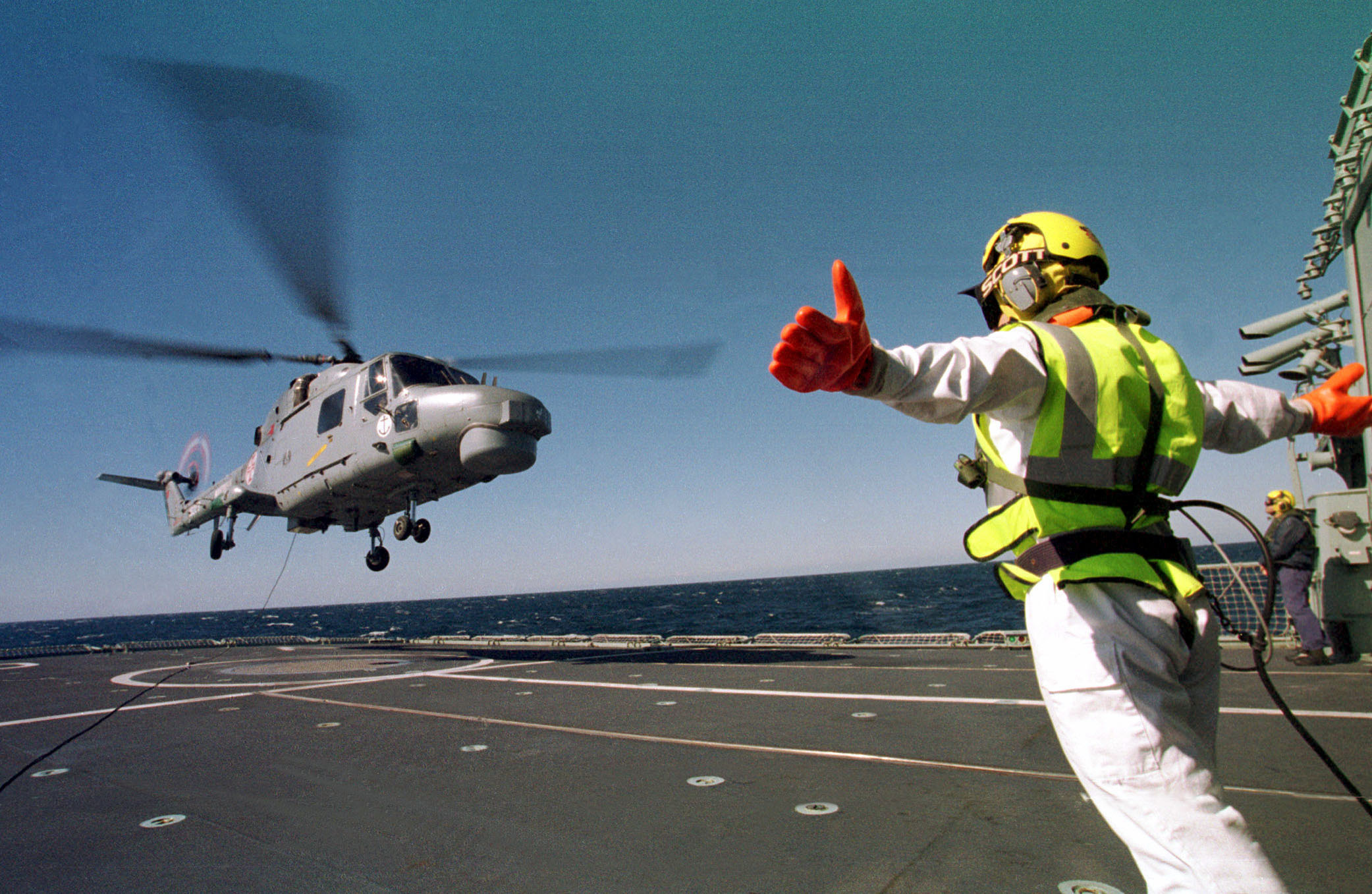
Super Lynx da Marinha Portuguesa pousando na Fragata Vasco da Gama
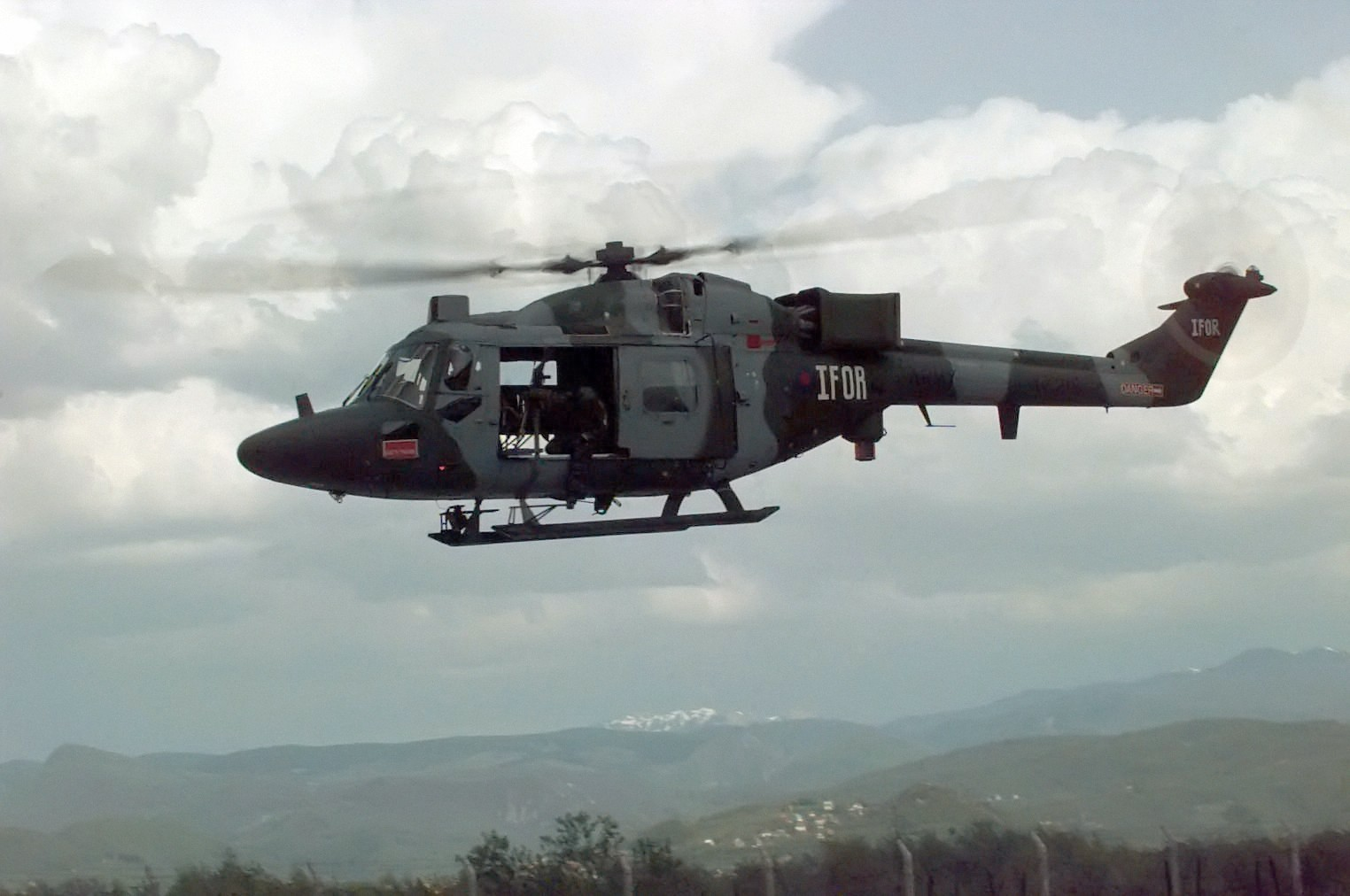
Lynx do Exército Britânico em voo sobre a Bósnia

## Exército Britânico
O Exército Britânico encomendou 100 unidades Lynx AH (Attack Helicopter) Mk.1 para desempenharem vários papéis, incluindo transporte tático, escolta armada, luta antitanque (com mísseis TOW), reconhecimento e evacuação. A estas unidades foi instalado um sistema AFCS Marconi Elliot para a estabilização automática dos três eixos.

## Marinha do Brasil
A Marinha do Brasil foi pioneira ao usar helicópteros embarcados em duas escoltas na década de 1960. As aeronaves usadas eram o Westland Wasp Mk1 que pousavam nas pequenas plataformas dos contratorpedeiros de origem americana da Esquadra. Estas plataformas foram projetadas apenas para o uso de drones.
Nesta época, a Marinha Real Britânica começava a introduzir novos conceitos na aviação embarcada e lançou o helicóptero Lynx como aeronave padrão do sistema de armas de seus novos navios. Como o Brasil havia selecionado um projeto britânico para as suas novas fragatas, a Classe Niterói, decidiu-se optar também por um novo helicóptero de mesma procedência, evitando a necessidade de adaptações. O Brasil foi o primeiro cliente externo do Lynx.
O primeiro lote foi de nove aparelhos Lynx HAS.2 entregues até 1978 e passaram a integrar o 1º Esquadrão de Helicópteros de Esclarecimento e Ataque (HA-1). O projeto inovador e moderno do helicóptero também trazia os problemas de uma aeronave ainda não testada. O míssil MBDA Sea Skua da Marinha do Brasil foi o primeiro míssil ar-superfície da América Latina. Diversos problemas ocorreram nos primeiros anos de operação, superados pela parceria entre a Marinha do Brasil e a Marinha Real Britânica.
Um segundo lote de nove Super Lynx foi adquirido e entregue entre 1996 e 1998. As cinco aeronaves restantes do primeiro lote foram atualizadas para o mesmo padrão. Denominados AH-11 A, atualmente, existem onze Super Lynx em operação na Marinha do Brasil, com velocidade máxima de 167 nós e teto máximo operacional de 9000 pés.
Em 2009, será iniciada a implantação do FLIR em todas as aeronaves do Esquadrão.

## Versões
- WG.13: protótipo que voou a 21 de Março de 1971.
- Lynx AH.1: Versão inicial de produção para o Exército Britânico, tendo sido construídas mais de 100 unidades. Utilizadas para uma grande variedade de missões, incluindo transporte tático, escolta armada, luta antitanque (com mísseis TOW), reconhecimento e evacuação
- Lynx AH.1GT: Conversão do AH.Mk 1 para o Exército Britânico.
- Lynx HAS.2: Versão inicial de produção para a Marinha Real Britânica e a Aeronavale francesa, onde desempenha missões de luta anti-submarina; é equipado com dois torpedos e um sonar. Para a luta anti-superfície, é equipado quer com quatro mísseis Sea Skua ou quatro mísseis AS.12 (Aeronavale).
- Lynx HAS.3
  - HAS.3 GM: Dezanove helicópteros modificados para a Marinha Britânica, para missões no Golfo Pérsico.
  - HAS.3 ICE: Dois helicópteros da Marinha Britânica para uso no Ártico.
  - HAS.3: Versão optimizada para Marinha Britânica.
  - HAS.3S: Versão melhorada do HAS.Mk 3 para a Marinha Britânica.
- Lynx HAS.4: Versão optimizada para a Marinha Francesa.
- Lynx HAS.2 (FN): Versão francesa do HAS.Mk 2.
- Lynx AH.5: Versão otimizada para o Exército Britânico.
- Lynx AH.7: Versão de ataque para o Exército Britânico.
- Lynx HMA.8 ("Super Lynx"): Versão de ataque marítimo optimizada.
- Lynx AH.9 ("Battlefield Lynx"): Versão do Super Lynx da Marinha Britânica.
- Lynx Mk.21: Versão para exportação do HAS.2 para a Marinha do Brasil.
- Super Lynx Mk.21A: Versão para exportação do Super Lynx para a Marinha do Brasil. As aeronaves anteriores foram atualizadas.
- Lynx Mk.22: Versão para exportação para o Egipto (Nunca construída).
- Lynx Mk.23: Versão para exportação do HAS.2 para a Argentina. Em virtude da Guerra das Malvinas, o embargo de material bélico imposto pelo Reino Unido à Argentina levou a mesma a desistir do projeto, optando pelo AS 550 C2 Fennec, de origem francesa. As duas unidades do Mk 23 construídas foram repassadas aos Países Baixos.
- Lynx Mk.24: Versão para exportação para o Iraque (Nunca construída).
- 'Lynx Mk.25: Versão para exportação do HAS.2 para a Marinha Holandesa, também aí designado UH-14A.
- Lynx Mk.26: Versão para exportação para o Iraque (Nunca construída).
- Lynx Mk.27: Versão para exportação para a Marinha Holandesa, aí designada SH-14B.
- Lynx Mk.28: Versão para exportação do AH.Mk 1 para o Qatar.
- Lynx Mk.80: Versão para exportação do HAS.Mk 2 para a Dinamarca.
- Lynx Mk.81: Versão para exportação para a Marinha Holandesa, também designado SH-14C.
- SH-14D: Helicópteros optimizados para a Marinha Holandesa.
- Lynx Mk.82: Versão para exportação para o Egipto (nunca construída).
- Lynx Mk.83: Versão para exportação para a Arábia Saudita (nunca construída).
- Lynx Mk 84: Versão para exportação para o Qatar (nunca construída).
- Lynx Mk 85: Versão para exportação para os Emirados Árabes Unidos (nunca construída).
- Lynx Mk.86: Versão para exportação do HAS Mk 2 para a Marinha Norueguesa.
- Lynx Mk.87: Versão para exportação para a Argentina.
- Lynx Mk.88: Versão para exportação para a Marinha da Alemanha Federal.
- Lynx Mk.89: Versão para exportação para a Nigéria.
- Lynx Mk.90: Um helicóptero exportado para a Dinamarca.
- Super Lynx Mk.95: Versão para exportação do HAS.8 para a Marinha Portuguesa.
- Super Lynx Mk.99: Versão para exportação do HAS.8 para a Coreia do Sul.
- Battlefield 800: Projecto abandonado em 1992.
- Super Lynx 300
- Wildcat (Future Lynx)

Nota sobre os Códigos de Identificação de Aeronaves Britânicas:
- AH: Attack Helicopter - Helicóptero de ataque (terrestre)
- HAS: Helicopter Anti-Submarine - Helicóptero anti-submarino
- HMA: Helicopter Maritime Attack - Helicóptero de ataque máritimo

## Operadores
- Marinha do Brasil (Sendo utilizadas a bordo das fragatas Classe Niterói e Classe Greenhalgh, assim como nas corvetas Classe Inhaúma e Classe Barroso).
- Exército Britânico
- Marinha Real Britânica
- Marinha Dinamarquesa
- Marinha Francesa
- Marinha da Alemanha (Doze unidades encomendadas em 1981 para utilização em fragatas.)
- Marinha da Coreia do Sul
- Marinha Real da Malásia
- Marinha Real dos Países Baixos (Seis unidades de busca e salvamento e dezoito para luta anti-submarina.)
- Marinha da Nigéria
- Noruega (Seis em operações da Guarda Costeira pelo Esquadrão 337 (337 Skvadron)
- Royal Air Force of Oman
- Marinha Portuguesa (Em utilização para as fragatas da "classe Vasco da Gama" e "classe Bartolomeu Dias".)
- Força Aérea da África do Sul (Quatro unidades da versão Super Lynx 300 para utilização nas corvetas da classe Valour da Marinha da África do Sul.)
- Polícia Estatal do Qatar